# Вошберн (Мен)
Вошберн (англ. Washburn) — місто (англ. town) в США, в окрузі Арустук штату Мен. Населення — 1527 осіб (2020).

## Демографія
Згідно з переписом 2010 року, у місті мешкало 1687 осіб у 699 домогосподарствах у складі 483 родин. Було 768 помешкань
Расовий склад населення:
| - 96,7 % — білих - 0,9 % — корінних американців - 0,5 % — азіатів |

До двох чи більше рас належало 1,2 %. Частка іспаномовних становила 1,4 % від усіх жителів.
За віковим діапазоном населення розподілялося таким чином: 21,9 % — особи молодші 18 років, 59,4 % — особи у віці 18—64 років, 18,7 % — особи у віці 65 років та старші. Медіана віку мешканця становила 44,4 року. На 100 осіб жіночої статі у місті припадало 94,1 чоловіків;  на 100 жінок у віці від 18 років та старших — 96,0 чоловіків також старших 18 років.
Середній дохід на одне домашнє господарство  становив 52 285 доларів США (медіана — 40 536), а середній дохід на одну сім'ю — 63 264 долари (медіана — 53 077). Медіана доходів становила 37 981 долар для чоловіків та 29 010 доларів для жінок. За межею бідності перебувало 15,3 % осіб, у тому числі 17,3 % дітей у віці до 18 років та 11,5 % осіб у віці 65 років та старших.
Цивільне працевлаштоване населення становило 752 особи. Основні галузі зайнятості: освіта, охорона здоров'я та соціальна допомога — 24,2 %, виробництво — 14,8 %, роздрібна торгівля — 13,0 %, науковці, спеціалісти, менеджери — 12,0 %.